# Kader Aggad
Kader Aggad (* 24. April 1938 in Relizane) ist ein algerischer Bildhauer.

## Leben und Werk
Schon in seiner Kindheit in Relizane lernte er den Maler Mohamed Issiakhem kennen, der damals sein Nachbar war. Seit 1956 war er ein militanter Nationalist und engagierte sich in der Unabhängigkeitsbewegung. Von den französischen Kolonialbehörden wurde er 1957 verhaftet und zwei Jahre lang interniert. Nach seiner Freilassung konnte er im Rahmen des Constantine-Plans nach Avignon ins Exil gehen, wo er eine Ausbildung zum Agrartechniker absolvierte. Dort und anschließend in Deutschland arbeitete er weiter für die FLN. Nach der Unabhängigkeit Algeriens 1962 arbeitete er in der algerischen Botschaft in Bonn und war auch Mitglied der „Amicale des Algériens en Europe“. Damals lernte er den Schriftsteller Kateb Yacine kennen, mit dem er im selben Haus in Bad Godesberg wohnte, während der Autor an Le Polygone étoilé schrieb. Seine Nähe zu Künstlern führte dazu, dass sich auch Kader Aggad der Kunst zuwandte.
Von 1965 bis 1968 lernte er Fotografie in Bonn. Für kurze Zeit kehrte er als Fotograf auch nach Oran in Algerien zurück. Im Jahr 1972 kam er wieder nach Deutschland. Ab 1985 wandte er sich der plastischen Kunst zu und erlernte in Minden die Steinbildhauerei. Er ist Mitbegründer der dortigen Künstlergruppe „Ateliergemeinschaft Hahler Straße“. 

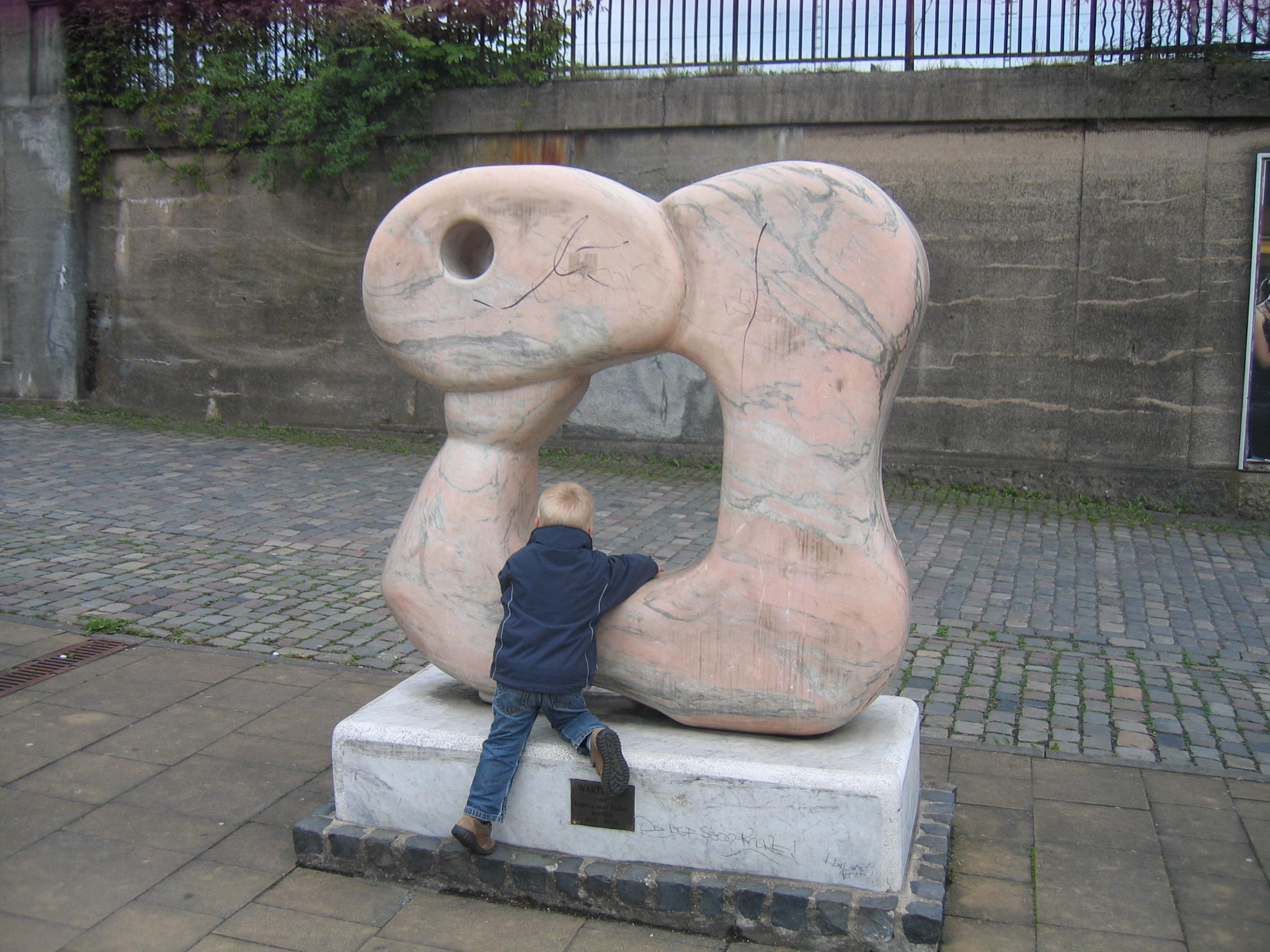
Skulptur „Der Wartende“ vor dem Hauptbahnhof in Minden

Er arbeitet mit einer Vielfalt an Techniken und Materialien, hauptsächlich Marmor, aber auch Polyester, Keramik, Gips, Terrakotta, Granit, Sandstein und Bronze. Seine Werke thematisieren die Menschlichkeit, besonders Ängste des modernen Menschen, und wurden in Deutschland und Algerien vielfach ausgestellt.
Aggad übersetzte mehrere Lieder von Jacques Brel in Skulpturen. Auf Wunsch der Tochter Brels schuf er eine Skulptur auf den Marquesas-Inseln, wo Brel begraben ist. Anlässlich der Aufführung von Klaus Hoffmanns Musical Brel – die letzte Vorstellung nach Liedern von Jacques Brel 1998 schmückten Aggads Skulpturen das Foyer des Schillertheaters in Berlin.
Die Stadt Minden würdigte ihn, indem sie 2005 seine Skulptur „Der Wartende“ am Eingang des Hauptbahnhofs aufstellte.
In Algerien stellte er aus im Musée public national Ahmed Zabana in Oran, im Salon d'automne im Palais de la Culture Moufdi Zakaria in Algier 2012, im Musée d'Art Moderne d'Oran (MAMO) 2012 und im Maison de la Culture Ould Abderahmane Kaki in Mostaganem 2017.
Kader Aggad wohnt und arbeitet in Petershagen.